# アプヴェーア
アプヴェーア（ドイツ語: Abwehr、「防衛」「防諜」の意）は、ドイツ軍において戦間期の1921年から第二次世界大戦後期の1944年5月まで存在した情報機関（諜報機関）である。最盛期には1万6000人以上の要員を擁した。日本語ではアプヴェァ、アプヴェールともカナ表記される。1938年2月4日以降は、Amt Ausland/Abwehr im Oberkommando der Wehrmacht（国防軍情報部海外電信調査課・外国課）となった。歴代部長の中で、ヴィルヘルム・カナリス海軍大将は、国民社会主義ドイツ労働者党（ナチ党）に面従腹背の姿勢を取っていたことで特に有名（詳細は後述）。
アプヴェーアは第一次世界大戦後、連合国に譲歩するために諜報活動は防御のみにするという前提で設立された。実際には、アプヴェーアはその名称にもかかわらず、外国のスパイを見つけても逮捕する権限はなかった。さらに、初期は外国雑誌の分析など受動的な情報収集から始まったものの、次第に活動を広げ、国内外に放ったスパイから生の情報を集めるヒューミントを行ったほか、1939年には特殊部隊「ブランデンブルク」を保持するに至った。情報部の部長はOKWへ直接報告を行っていた。

## 初期
アプヴェーアは第一次世界大戦後、ドイツがドイツ国軍（ヴァイマル共和国軍）を設立した1921年に設立された。初代部長は第一次世界大戦でドイツ帝国軍情報部長ヴァルター・ニコライ（de:Walter Nicolai (Geheimdienstoffizier)）大佐の代理を務めたフリードリッヒ・ゲンプ（de:Friedrich Gempp）少佐。初期の組織では事務職を合わせて、3人の新任、7人の前任者であり、3つのセクションで運営されていた。
- 第I部 - 偵察
- 第II部 - 暗号および通信
- 第III部 - 防諜

1928年、ドイツ海軍の情報部がアプヴェーアに統合された。
1930年代に、アドルフ・ヒトラー率いるナチ党が台頭してくると、国防省は再編成され、1932年6月7日、陸軍将校が多く配置されていたにもかかわらず、海軍大佐コンラート・パッツィヒ（de:Conrad Patzig）が情報部長に任命された。これは、当時の情報部は規模・重要性が小さかった為に、野心的な将校に人気がなかったことに加え、海軍士官は在外経験者が多く、海外事情に強いということが要因と言われている。何はともあれ、全3部の活動は、独自の諜報部員を成長させることになった。
後にポーランド国境におけるアプヴェーアが主導した航空機による調査飛行のために、パッツィヒは親衛隊全国指導者ハインリヒ・ヒムラーと対立した。国防軍首脳はこの飛行計画のために、ポーランド侵攻作戦が漏れることを恐れていたのである。その結果、パッツィヒは1935年1月、旧式戦艦「シュレスヴィヒ・ホルシュタイン」艦長へ異動した（後に、海軍人事担当となる）。ナチ党を嫌っていたパッツィヒに代わって、協調できる人物として海軍総司令官エーリヒ・レーダーが推挙した後任の部長がヴィルヘルム・カナリス海軍大佐であった。

## 活躍

### 戦前
1935年1月1日、カナリスが部長職を受け継ぐとき、ヒムラーとラインハルト・ハイドリヒがドイツ全体の情報機関を傘下に収めようとしていることをパッツィヒは警告した。カナリスはパッツィヒがこれまで情報部としての活動が多かったことから、その対処方法を知っていると考えた。しかしカナリスが彼らと最低限の信頼関係を維持しようと努めている間ですら、アプヴェーアと親衛隊（SS）との反目は収まらなかった。
それは1937年、アドルフ・ヒトラーがSSを通じてソビエト連邦最高指導者ヨシフ・スターリンによるソビエト赤軍に対する大粛清を支援しようと決断した時、頂点に達した。ヒトラーはドイツ軍将校が、ソビエト赤軍内の大粛清関連者に警告することを恐れ、ドイツ軍将校にスターリンの意図について教えないよう命令した。そのため、親衛隊の特別チームが、関係するドイツ軍将校やアブヴェーアに侵入し、独ソの協力関係について記載されている書類を奪取した。その際、侵入を秘密にするために、放火から始められたが、そこにはアプヴェーア本部も含まれていた。

### 再編成
1938年、3部で運営されていたアプヴェーアをカナリスは再編成した。
- 中央管理部 - 他の2つの課の管理業務、人事、財政、スパイへの支払い業務担当。カナリスが全面的に管理し、ハンス・オスターが担当した。
- 外国部 - この細分化でいくつかの業務を担当した。国防軍最高司令部（OKW）と参謀との連絡係、ドイツ外務省との軍事問題に関する調整、入手した文書の調査、海外報道、ラジオ放送の調査。この活動を通じて、アプヴェーア海外支局が特定任務においてアプヴェーアへの支援を要請するのに適切な窓口であることを意味した。
- 情報部 - 3課に分けられており、「防諜」活動と分類されていたが、実際には情報収集を行った。それは以下に分けられた。
  - I課（Abwehr I.） - 外国情報収集 
    - Gruppe G - 偽の書類、写真、インク、パスポート、化学薬品
    - Gruppe H West - 陸軍軍事情報（イギリス、アメリカ合衆国担当）
    - Gruppe H Ost - 陸軍軍事情報（ソ連担当）
    - Gruppe Ht - 軍事技術担当
    - Gruppe i - 無線技術、無線担当[7]
    - Gruppe L - 空軍軍事情報
    - Gruppe M - 海軍軍事情報
    - Gruppe T/lw - 航空技術情報
    - Gruppe wi - 経済情報

  - II課（Abwehr II.） - エルヴィン・フォン・ラホウゼン（de:Erwin von Lahousen）少将指揮下。破壊活動、海外の不満分子、マイノリティ（少数民族など）との接触、反政府活動への指示。
    - アプヴェーアII課にはGruppe II-T（技術諜報部）の分課としてブランデンブルク特殊部隊が所属しており、第II課Gruppe II-T以外の一切の部署から独立していた。

  - III課（Abwehr III.） - 防諜活動、国内の産業活動の防諜、誤情報の流布、海外情報部の侵入に対する防諜活動。
    - IIIC - 民間諜報活動への防諜
    - IIIC-2 - 防諜活動
    - IIID - 偽情報の流布
    - IIIF - 他国の諜報活動への逆スパイ活動
    - IIIN - 郵便関連への防諜活動

アプヴェーアは、陸軍、海軍、空軍、国防軍最高司令部との連携を確立しており、特定の事柄に関する資料などをお互いに交換し合うことがあった。I課はハンス・ピーケンブロック(de:Hans Piekenbrock)大佐、II課はエルヴィン・フォン・ラホウゼン大佐、III課はエッカルト・フォン・ベンティフェグニ（de:Franz Eccard von Bentivegni）大佐らがそれぞれ担当した。この組織のさらに下部に「Abwehrstelle（防衛地点）」もしくは「Ast（支部）」と呼ばれる国防軍の各軍管区に地方局を置いた。アプヴェーア本部の構成により、Astは細分化されていた。
- 諜報活動（I）
- 破壊活動（II)
- 対抗諜報活動（III)

通常、各Astは上位の軍、もしくは海軍将校が担当し、首都ベルリンのアプヴェーア本部に対して、責任があった。各Astの活動によって、アプヴェーアにおける全体的戦略活動計画をカナリスが決定しており、Astの活動は綿密に関係していた。カナリスは国防軍最高司令部、1941年以降はヒトラーより、直接、順番にどのような情報収集が必要か指示を受けた。訓練中、各Astは計画の立案、遂行で自由裁量を与えられたが、その情報収集能力が最終的に、組織に打撃を与えることになる。
各地方Astは潜伏スパイを任務で使用することができ、本部においても綿密な調査を行うために、一般市民を雇用、訓練した。アプヴェーアで訓練されたスパイのほとんどが軍人ではなく、一般市民であった。スパイについては質より量という傾向が強く、新規スパイで質が悪い者はしばしば失敗を犯した。
再編成中、カナリスは彼が厳選したスタッフでナチス党員ではない副部長ハンス・オスター、ラホウゼンらを自分のそばに置くようにした。ただし、ルードルフ・バムラー（de:Rudolf Bamler）はナチス党員であったが、カナリスはヒムラーの信頼を勝ち取るために採用し、課のチーフに任命した。そのため、カナリスはバムラーを限定的な活動しかできないよう制限をしていた。再編成中、カナリスは組織の主要メンバーには、ナチス政府よりもカナリス個人に忠実なスタッフを置いていた。
表面的にはカナリスは活動を従順に行ったが、密かにナチス政府への反対活動を行っており、部下はカナリスの命令に従って活動した。アプヴェーア情報部の全3課は後に親衛隊情報部（SD)が黒いオーケストラ（Die Schwarze Kapelle）と呼ぶ、ナチスを内部より攻撃する組織に重要な関係を持っていた。カナリスにより、ナチスに対抗するために指名した人員、計画の決定による活動は秘密の関係を保ち、政府内部より攻撃した。

### 中立国におけるアプヴェーアの活動
中立国において、アプヴェーアはドイツ大使館、または通商使節団に付随させてその組織を偽った。その部署は戦争組織（Kriegsorganisationen、もしくは KO's）と呼ばれた。たとえば、中立だが友好的であるスペインではAst、Ko's両方が存在したが、そうでもないアイルランドには両方とも存在しなかった。関心対象国、占領した国、ドイツ国内において諜報活動はアプヴェーア予備局（AbwehrleitstellenもしくはAlsts）、郵便施設付随組織（Abwehrnebenstellen）が行った。Alstsは担当地区のAstが管轄し、ベルリンの中央管理部が総括した。

## 第二次世界大戦
カナリスの下でアプヴェーアは拡大し、戦争初期は活動も効率的であった。その大成功例は北極作戦（en:Operation Nordpol、オランダ地下組織に対する作戦）であり、イギリスのスパイを利用して行われた。1941年3月、情報部は拘束した無線技師から得た暗号コードでイギリスに偽の情報を流した。イギリスはこの情報が偽であることに気が付かなかった。このようにドイツはオランダでの活動を見抜いており、イギリスに発覚するまでの2年間維持されて誤情報を流し、その情報に従って動いたイギリス情報部員を拘束した。
しかし、それはいくつかの問題により、全体的な活動とはならなかった。その情報がドイツでは受け入れ難いものであったこと、さらに親衛隊のラインハルト・ハイドリヒやヴァルター・シェレンベルクらとの競争も存在した。親衛隊とアプヴェーアの争いは、そこだけに留まらなかった。カナリスを含むアプヴェーアの熟練した情報員の多くが反ナチスであり、1944年7月20日に起きたヒトラー暗殺未遂（7月20日事件）を含め多くの暗殺未遂事件に関与していた。カナリスはアプヴェーアにおいてアンヘル・アルカサール・デ・ベラスコをはじめとするユダヤ人を雇い、ユダヤ人がスイスへ逃亡するのに機関を利用した。その最も大きな理由は、カナリスがナチスを蝕もうと考えていたからだとされる。
カナリスはアメリカが参戦する以前に、アメリカを主な目標の一つにしていた。1942年までにドイツの情報員がアメリカの大規模軍事メーカー全ての内部に配置されていた。特筆すべきことは、アメリカ中西部（エバンズビル、インディアナ）のアメリカ海軍造船所に情報員を配置、女性情報員を中心に活動した。アメリカのアルミニウム産業を破壊しようとするパストリアス作戦において、6人の情報部員を失うという失敗もあったが、アメリカ航空機の青写真を盗む産業スパイ行為において大成功を収めた。
カナリスはスイス侵攻を断念させる情報を流したり、中立国であるスペインの総統フランシスコ・フランコに参戦しないよう説得したりしていた。また、カナリスはドイツの情報を連合国に流すことさえした。
SDはヒトラー暗殺計画にアプヴェーア幹部が関与していると考え、幹部を調査していた。特にアプヴェーアのソ連における活動で、SDはカナリスが情報評価を行う敗北主義者としていた。

## 終焉
1943年9月30日、「ゾルフ夫人のお茶会（Frau Solf Tea Party）」として知られる、アプヴェーアの終焉につながる出来事が発生した。
ヨハンナ（もしくはハンナ）・ゾルフは駐日大使を務めたヴィルヘルム・ゾルフ博士の未亡人であり、長年ベルリンで反ナチス活動に従事していた。夫人と共に活動する人々は、「ゾルフ・サークル（Solf Circle）」として知られていた。9月10日のお茶会の際、新メンバーとして若いスイス人医者が含まれていた。しかし彼はゲシュタポのスパイであり、このお茶会の真の姿について、またそれを明らかにする書類をゲシュタポに提出した。
このことによりメンバーたちは逃げ出したが、1944年1月12日、全員拘束された。メンバーのうち、ゾルフ夫人とバレストレム伯爵の夫人となっていた娘以外は全員処刑された。
その中に外務省省員のオットー・キープ（de:Otto Kiep）がいたが、彼はアプヴェーアのイスタンブール局員エーリッヒ・フェルメーレン（de:Erich Vermehren）とその妻の友人であった。2人はキープのことに関連してゲシュタポによりベルリンへ呼び出されたが、命の危険を感じたため、イギリス情報部員と連絡を取り逃亡した。ベルリンにはフェルメーレンがイギリスにアプヴェーアの暗号コードを流すという誤情報が流れたため、ヒトラーの怒りを買った。責任は親衛隊、もしくは外務省にあると主張するアプヴェーアの努力にもかかわらず、ヒトラーは2回、ヒムラーにカナリスの罷免を告げ、ヒトラーは最後の事情聴取にカナリスを呼び出し、アプヴェーアを激しく非難した。カナリスは既に戦争は負けで終わると考えていたので、静かに合意した。
ヒトラーはカナリスをその場で罷免し、1944年2月18日、アプヴェーアを廃止する法令に署名した。その機能は親衛隊の国家保安本部へ吸収され、ヴァルター・シェレンベルクがカナリスの代わりを務めることとなった。この出来事により、国防軍や反ナチス運動家から独自の情報部を奪うこととなり、軍に対するヒムラーの影響力を強めることとなった。
罷免後、カナリス（当時、中将）は通商、戦時経済についての閑職へ回された。カナリスはハンス・オスターと共に1944年7月20日のヒトラー暗殺・クーデター未遂事件の余波で7月23日に逮捕された。その後、アプヴェーアの機能はSDが行うこととなった。
アプヴェーアはSSと競合したり、SSから謀略への協力（赤軍大粛清を誘発するためのソ連軍幹部の筆跡入手など）を求められたりして緊張関係にあっただけでなく、ヨーゼフ・ゲッベルス率いる国民啓蒙・宣伝省、外務省も独自の調査・情報組織を持ち、さらにヘルマン・ゲーリングも独自に調査局（フォルシングアムト）を有していた。ヒトラーは、役割が似た組織を競争させることで独裁者としての権力を保持していた。こうした中で、アプヴェーアが届ける情報がセンセーショナルさに欠けていたことも、組織としての凋落の背景にあった。

## 歴代部長
- フリードリヒ・ゲンプ: 1921年 - 1927年
- ギュンター・シュヴァンテス(de:Günther Schwantes): 1927年 - 1929年
- フェルディナント・フォン・ブレドウ: 1929年 - 1932年
- コンラート・パッツィヒ: 1932年 - 1935年
- ヴィルヘルム・カナリス: 1935年 - 1944年
- ヴァルター・シェレンベルク: 1944年 - 1945年（ただし、国家保安本部第六局に統合）